# 櫛橋明香
櫛橋 明香（くしはし さやか、1974年10月7日 - ）は日本の民法学者、裁判官。

## 来歴
東京大学法学部第1類（私法コース）卒業。2000年に司法修習を修了し、裁判官となる。2010年4月10日に依願退官。2012年4月 北海道大学大学院法学研究科准教授。2013年2月21日に東京大学大学院法学政治学研究科博士課程を修了。博士（法学）。論文は「身体の処分に関する法的枠組みについて」。2020年10月 北海道大学大学院法学研究科教授。2021年4月 東北大学法学部教授。

## 略歴
- 1998年3月：東京大学法学部第1類（私法コース）卒業。
- 2000年3月：司法修習修了。
- 2000年4月：福岡地方裁判所判事補。
- 2002年4月：前橋家庭裁判所判事補。
- 2005年4月：高知家庭裁判所判事補。
- 2008年4月：神戸地方裁判所判事補。
- 2010年4月10日：依願退官。
- 2012年4月：北海道大学大学院法学研究科准教授（〜2020年9月）。
- 2013年2月21日：東京大学大学院法学政治学研究科博士課程修了。博士（法学）[1]。
- 2020年10月：北海道大学大学院法学研究科教授（〜2021年3月）。
- 2021年4月：東北大学法学部教授[2]。

## 著作
- （（「動物の法的地位 ー2015年のフランス民法典改正ー」）松久三四彦（編集委員）、後藤巻則（編集委員）、金山直樹（編集委員）、水野謙（編集委員）、池田雅則（編集委員）、新堂明子（編集委員）、大島梨沙（編集委員））『社会の変容と民法の課題（上） 瀬川信久先生吉田克己先生古稀記念論文集』（成文堂、2018年3月）
- （（「人体の法的地位 ーフランス法における財産の概念からー」）片山直也（編集）、吉田克己（編集））『財の多様化と民法学』（商事法務、2014年10月）
- （「最近の判例 Prato-Morrison v. Doe, 103 Cal. App. 4th 222, 126 Cal. Rptr. 2d 509（Cal. Ct. App. 2002）ーー 卵子を盗用され出生したとされる子に関する親子関係存在確認訴訟につき、原告適格の立証を目的とするDNA 鑑定申請を採用せず訴えを却下した上、親子関係の決定における子の最善の利益の考慮を示唆した事例」）『アメリカ法 2006-2』（日米法学会、2007年）